# Leila (nome)
Leila  è un nome proprio di persona italiano femminile.

## Varianti
- Femminili: Laila[3]

### Varianti in altre lingue
- Arabo: ليلى (Laylah, Layla, Laila, Leyla, Leila)[4][5][6]
- Azero: Leyla[4]
- Bosniaco: Lejla[4]
- Catalano: Leila[7]
- Francese: Leïla
- Georgiano: ლეილა (Leila)[4]
- Inglese: Layla[4], Laila[4], Leyla[4], Leila[4][5], Leilah[4], Lela[4], Lila[4], Lyla[4]
- Persiano: لیلا (Leila)[4]
- Spagnolo: Leila[7]
- Turco: Leyla[4]

## Origine e diffusione

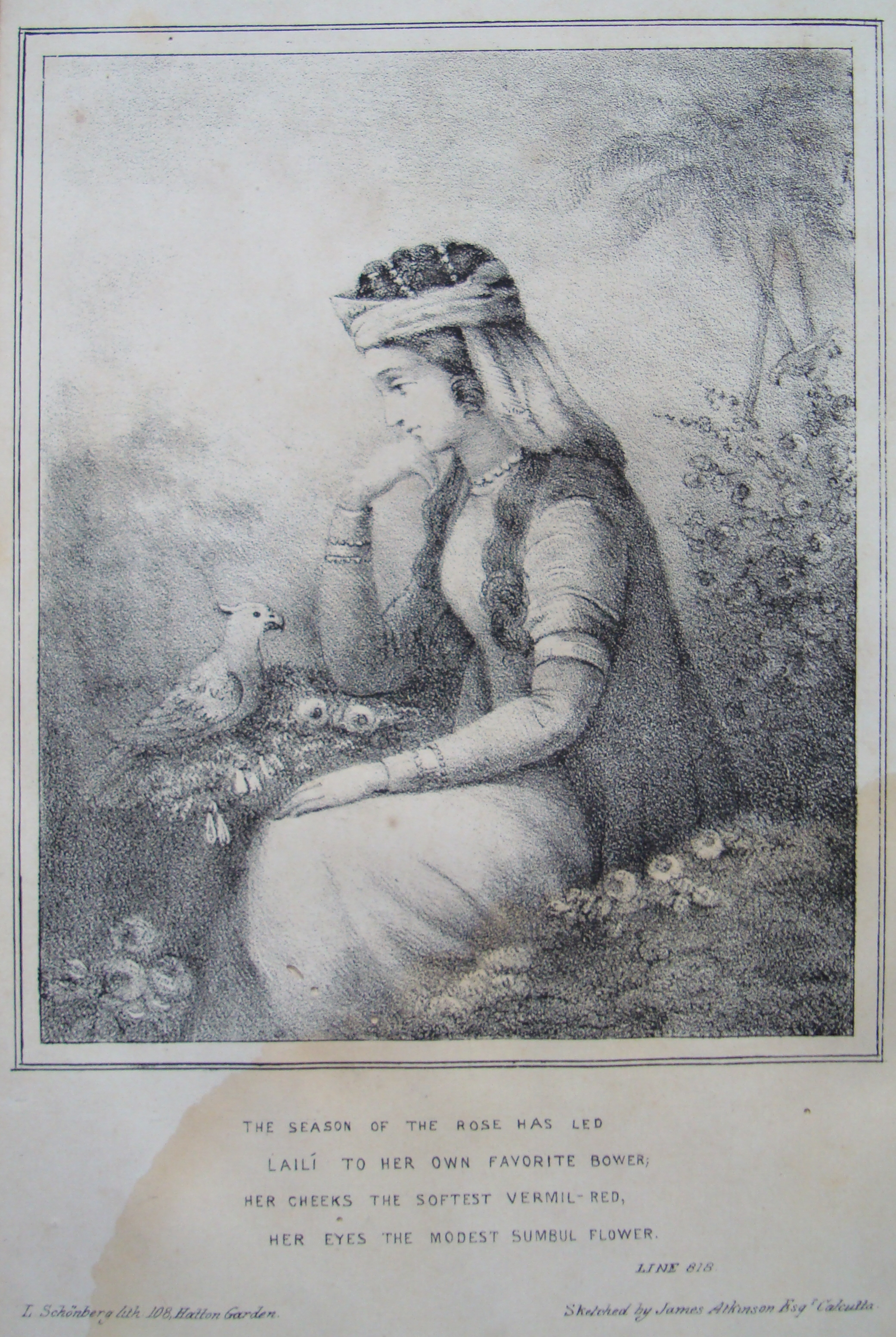
Un'illustrazione di Layla, tratta dalla storia di Layla e Majnun

Deriva dal vocabolo arabo ليلى (laylā), che vuol dire «notte», e il suo significato viene talvolta interpretato come «scura come la notte» (anche se alcune fonti gli danno origini persiane) ed è un nome spesso dato alle bambine nate di notte, potendo significare «figlia della notte». Layla bint Mahdi ibn Saʿd è un personaggio di una storia romantica che fu molto popolare nella Persia e nell'Arabia medievali, quella di Laylā e Majnūn (o Qays), protagonisti di molte opere ma soprattutto di due poemi, circolati anche in Europa, dei poeti persiani Nizāmī, XII secolo, e Gīamī, XV secolo. Il nome in Italia però è oggi perlopiù di moda esotica ed eufonica più che letteraria e teatrale.
Il nome si diffuse nell'Ottocento per vie letterarie, prima tramite alcuni romanzi di lord Byron (come Il giaurro e Don Giovanni, rispettivamente del 1813 e del 1819), e poi grazie all'opera di Bizet del 1863 I pescatori di perle. In italiano giunse nel 1910, con il romanzo di Antonio Fogazzaro Leila, basato sulla fiaba medievale, e ad oggi è attestato prevalentemente nel Centro e nel Settentrione, in particolare in Toscana ed Emilia-Romagna, anche se gode comunque di scarsa diffusione.
Non sembra aver avuto influenza sulla diffusione del nome il titolo di Miss Italia a Layla Rigazzi nel 1960; al contrario, negli anni '70 e '80 il nome si è diffuso in Italia con la trilogia cinematografica di Guerre stellari grazie al celebre personaggio della principessa Leila.
In inglese, dove era già usato nella forma Leila grazie alle opere di Byron, negli anni 1970 prese piede anche la forma Layla, grazie alla canzone dei Derek and the Dominos intitolata appunto Layla, anch'essa tratta dalla storia persiana.

## Onomastico
L'onomastico può essere festeggiato il 1º novembre, per la festa di Ognissanti, non essendovi sante con questo nome che quindi è adespota.

## Persone

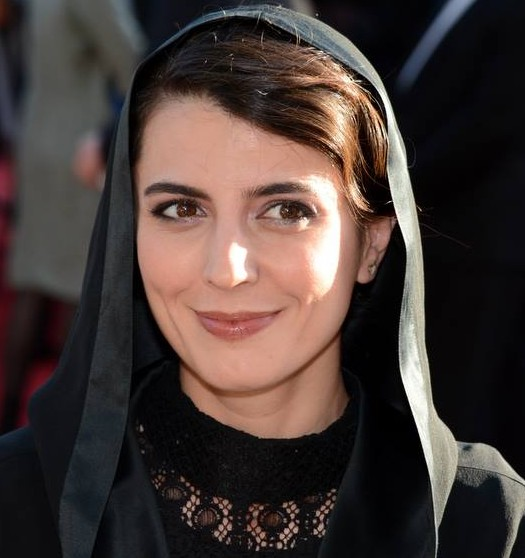
Leila Hatami

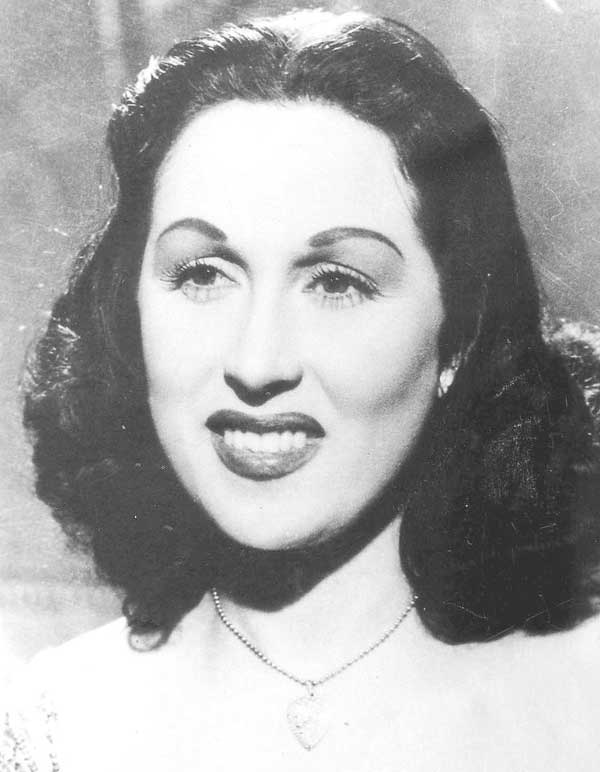
Leila Mourad

Leyla Gencer

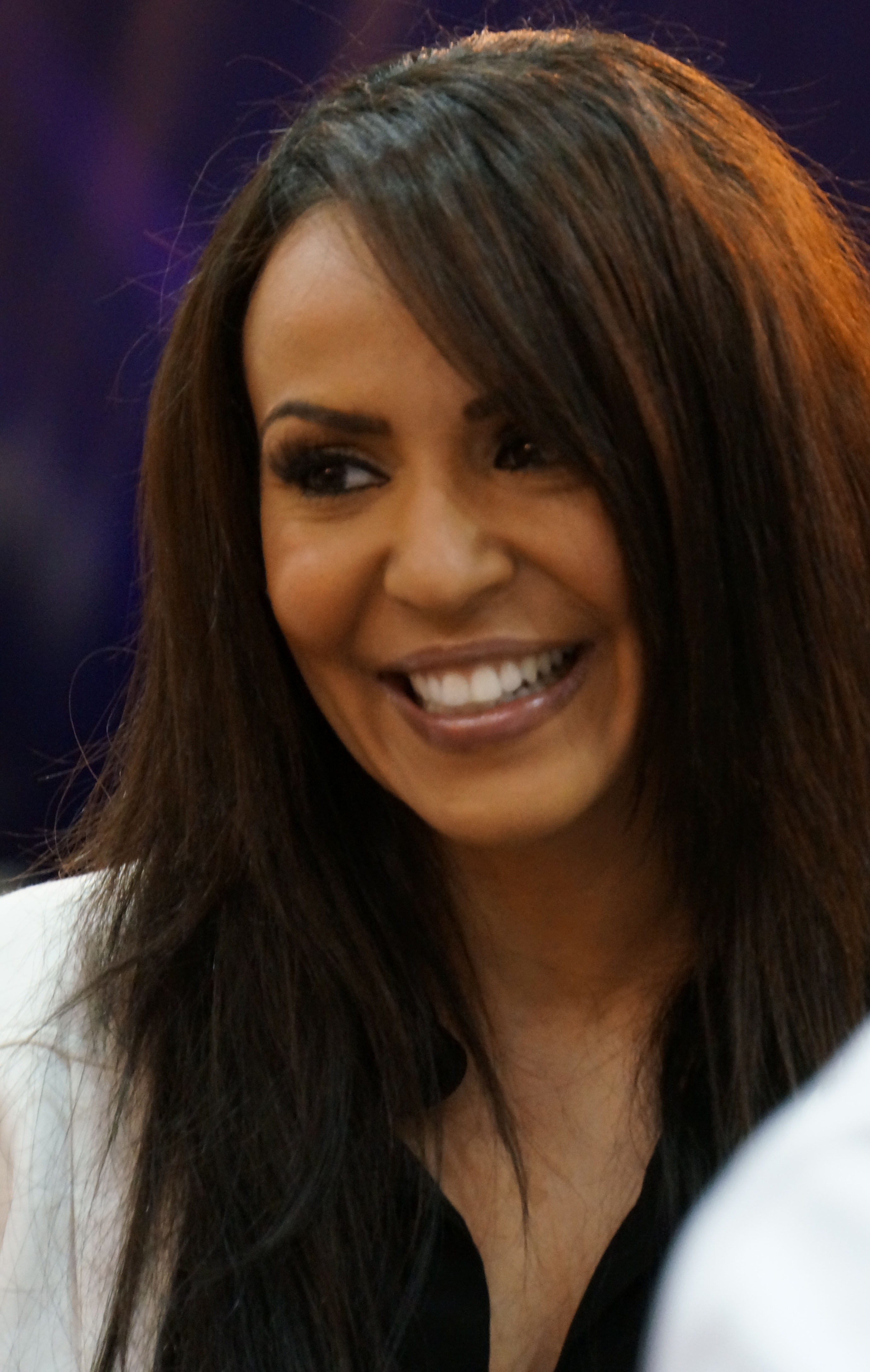
Layla El

- Leila Marie Corber, vero nome di Marie Dressler, attrice canadese
- Leila Danette, attrice statunitense
- Leila de Souza Sobral, cestista brasiliana
- Leila Diniz, attrice brasiliana
- Leila Durante, attrice italiana
- Leila Guarni, attrice italiana
- Leila Gyenesei, pentatleta ungherese
- Leila Hatami, attrice iraniana
- Leila Khaled, politica palestinese
- Leila Lopes, modella angolana
- Leila Meskhi, tennista georgiana
- Leila Mourad, cantante e attrice egiziana
- Leila Pahlavi, principessa persiana
- Leila Pinheiro, cantante e pianista brasiliana
- Leila Shenna, attrice marocchina
- Leila Vaziri, nuotatrice statunitense

### Variante Leïla
- Leïla Ben Ali, politica tunisina
- Leïla Kilani, regista marocchina
- Leïla Marouane, scrittrice algerina
- Leïla Piccard, sciatrice alpina francese

### Variante Leyla
- Leyla Bouzid, regista tunisina
- Leyla Gencer, soprano turco
- Leyla Pafumi, modella e conduttrice televisiva italiana
- Leyla Əliyeva, conduttrice televisiva azera

### Variante Laila
- Laila Ali, pugile statunitense
- Laila Kinnunen, cantante finlandese
- Laila Lalami, scrittrice marocchina
- Laila Robins, attrice statunitense
- Laila Rouass, attrice britannica
- Laila Traby, atleta francese

### Variante Layla
- Layla El, wrestler britannica
- Layla Rigazzi, modella italiana
- Layla Rivera, pornoattrice statunitense

### Variante Lela
- Lela Ivey, attrice statunitense
- Lela Loren, attrice statunitense
- Lela Rochon, attrice e produttrice televisiva statunitense
- Lela Star, attrice pornografica statunitense

## Il nome nelle arti
- Leila Blitz è un personaggio dei videogiochi Rolling Thunder e Rolling Thunder 2.
- Layla è un personaggio giocabile nel videogioco Genshin Impact.
- La principessa Leila Organa (nella versione originale inglese Leia) è un personaggio dell'universo di Guerre stellari.
- Leyla è un personaggio della serie manga e anime Zatch Bell!.
- Laila è la protagonista del romanzo di Khaled Hosseini Mille splendidi soli.
- Layla è la protagonista femminile del racconto tradizionale arabo Layla e Majnun.
- Layla è un personaggio del film del 2008 Il Re Scorpione 2 - Il destino di un guerriero, diretto da Russell Mulcahy.
- Layla Fry è un personaggio della serie televisiva Perché a me?.
- Layla Maloney è un personaggio del film del 1999 Big Daddy - Un papà speciale, diretto da Dennis Dugan.
- Layla Miller è un personaggio dei fumetti Marvel Comics.
- Lela Turanga è un personaggio della serie animata Futurama.
- Lila Rossi è un personaggio della serie animata Miraculous - Le storie di Ladybug e Chat Noir.
- Lyla Lay è un personaggio della saga di PK.
- Lyla è una canzone degli Oasis, tratta dall'album Don't Believe the Truth del 2005.
- Layla è una canzone di Eric Clapton dei Derek and the Dominos, tratta dall'album Layla and Other Assorted Love Songs.
- Laila è il titolo di una canzone di Mika Singh, tratta dall'album de film Shootout at Wadala.
- Laila è il titolo di una canzone di Sunidhi Chauhan, tratta dall'album de film Tezz.
- Laila Main Laila è il titolo di una canzone di Pawni Pandey, tratta dall'album de film Raees.
- Laila Ho Laila è un titolo di una canzone di Amit Kumar, tratta dall'album de film Qurbani.
- Laila, Laila è una canzone di Angelo Branduardi, tratta dall'album Altro ed altrove.
- Laila oh... è un pezzo corale di Bepi De Marzi.